# Том Рајли
Том Рајли (енгл. Tom Riley, Мејдстон, 5. април 1981) енглески је глумац и продуцент.

## Биографија
Рођен је у Мејдстону. Учествовао је први пут у драми у свом родном граду, када је имао само четири године. Своје школске године провео је у писању и режирању представа. Похађао је гимназију у Мејдстону. Студирао је енглеску књижевност и драму на Универзитету у Бирмингему, где је дипломирао 2002. године са првокласним оценама. Након тога, основао је малу позоришну трупу пре почетка трогодишњег курса глуме на Лондонској академији музике и драмских уметности (LAMDA), завршивши студије 2005. године.
Најзапаженија његова улога јесте главна улога у серији Да Винчијеви демони, у којој тумачи лик младог Да Винчија.

## Филмографија
| Улоге Тома Рајлија |                     |               |                   |          |
| Година             | Српски назив        | Изворни назив | Улога             | Напомена |
| 2006.              |                     |               | Давид             |          |
| 2006.              |                     |               | др Џејмс Валтон   |          |
| 2007.              |                     |               | Џо Кларк          |          |
| 2007.              |                     |               | Боби Аргил        |          |
| 2007.              |                     |               | пол               |          |
| 2007-2008.         |                     |               | Дејв Бетовен      |          |
| 2008.              |                     |               | Филип Хортон      |          |
| 2008.              |                     |               | др Џејмс Валтон   |          |
| 2008.              |                     |               | Роб               |          |
| 2008.              |                     |               | Рејмонд Бојтон    |          |
| 2008.              |                     |               | Мр Викем          |          |
| 2009.              |                     |               | Нигел             |          |
| 2009.              |                     |               | Мајк              |          |
| 2009.              |                     |               | Фреди             |          |
| 2009.              |                     |               | Ромео             |          |
| 2010.              |                     |               | Гејвин Соренсон   |          |
| 2010.              |                     |               | Бетмен            |          |
| 2011.              |                     |               | Роб               |          |
| 2012.              |                     |               | Ерик              |          |
| 2012.              |                     |               | Кристијан Џеб     |          |
| 2011-2012.         |                     |               | Лоренс Шеферд     |          |
| 2013.              |                     |               | Леонардо да Винчи |          |
| 2014.              |                     |               | Ник               |          |
| 2014.              | Доктор Ху           |               | Робин Худ         |          |
| 2013–2015.         | Да Винчијеви демони |               | Леонардо да Винчи |          |
| 2015.              |                     |               | Адам              |          |
| 2015.              |                     |               | Паркер            |          |
| 2016.              |                     |               | Семјуел           |          |